# 2-я Синявинская операция (1941)
2-я Синявинская операция — наступательная операция войск Ленинградского фронта против части сил 16-й немецкой армии группы армий «Север», проведённая 20 — 28 октября 1941 года с целью прорыва блокады Ленинграда.
2-я Синявинская операция началась в момент развернувшегося наступления немецких войск на Тихвин, что значительно осложнило реализацию первоначального плана. Хотя 28 октября 1941 года считается днём окончания операции, советские войска продолжили наступление и, согласно скорректированному плану, предпринимали попытки прорвать блокаду до декабря 1941 года, но так и не добились успеха.

## Обстановка на театре военных действий
К началу октября 1941 года группа армий «Север», удерживая участок фронта от южного побережья Ладожского озера до озера Ильмень, не имело достаточно сил для непосредственного для штурма Ленинграда. Исходя из этого, было принято решение уничтожить город огнём артиллерии и ударами с воздуха, а защитников и жителей города уморить голодом. Для того чтобы полностью блокировать Ленинград, в первых числах октября 1941 года немецкое командование вернулась к подготовке плана наступления на Тихвин с целью соединиться с финскими войсками на реке Свирь.
В этой обстановке, советское командование приступило к подготовке второй операции по прорыву блокады города. Хотя Ленинградский фронт не мог рассчитывать на получение значительных резервов, 12 октября Ставка ВГК своей директивой приказала незамедлительно организовать наступление войск 55-й, 54-й армий и «Невской оперативной группы» с целью согласованными действиями овладеть станцией Мга и прорвать блокаду.
При этом, по мнению высшего советского командования, восстановление сухопутной связи Ленинграда с остальной страной было прежде всего необходимо для вывод из окружения войск фронта. Так, 23 октября А. М. Василевский в телефонном разговоре передал следующие указания И. В. Сталина командующему Ленинградским фронтом И. И. Федюнинскому:

Если вы в течение ближайших дней не прорвете фронт и не восстановите прочной связи с 54-й армией, которая вас связывает с тылом страны, все ваши войска будут взяты в плен. Восстановление этой связи необходимо не только для того, чтобы снабжать войска Ленфронта, но и особенно для того, чтобы дать выход войскам Ленфронта для отхода на восток — для избежания плена в случае, если необходимость заставит сдать Ленинград… Для нас армия важней.

## Первоначальный план наступления
План предстоящего наступления, сформулированный Ставкой ВГК в директиве № 002984 от 14 октября, предписывал войскам Ленинградского фронта встречными ударами с трёх сторон в общем направлении на Синявино силами «Невской оперативной группы», 55-й и 54-й армий окружить и уничтожить шлиссельбургско-синявинскую группировку противника.
Военный совет Ленинградским фронта принял решение начать наступление 20 октября силами девяти стрелковых дивизий, одной стрелковой бригады, четырёх танковых бригад и одного танкового батальона общей численностью около 70000 солдат и офицеров при поддержке 475 орудий и 97 танков.
План наступления предполагал, что основной удар будет нанесён 55-й армией, которой предстояло силами "не менее пяти стрелковых дивизий с танками" наступать вдоль железной дороги Ленинград - Ивановская - Мга в направлении Синявина.
54-я армия должна была прорвать оборону противника в районе Тортолова силами 3-й гвардейской, 4-й гвардейской и 310-й стрелковой дивизий при поддержке 16-й, 122-й танковых бригад, а затем наступать в направлении Синявина на соединение с частями 55-й армии.
Соединения «Невской оперативной группы», наступая с плацдарма в районе Московской Дубровки, должны были способствовать действиям войск 55-й и 54-й армий.
Немецкие войска численностью около 54 000 человек при поддержке 450 орудий занимали прочную оборону в районе шлиссельбургско-синявинского выступа, опираясь на большое количество инженерных сооружений, построенных в лесисто-болотистой местности.
Перед началом операции советские войска не имели значительного превосходства в живой силе и артиллерии перед противником, но путём перегруппировки частей удалось создать на участках главных ударов превосходство в силах и средствах в 2-3 раза.
Командование Ленинградского фронта рассчитывало успешно осуществить операцию в короткие сроки, но 16 октября три немецких армейских корпуса 16-й армии перешли в наступление на тихвинском направлении, что поставило операцию под угрозу срыва. Несмотря на это, Ставка ВГК настояла на начале операции в установленные сроки.

## Первый этап наступления, 20 — 28 октября 1941 года
Сразу после начала наступления советские войска встретили ожесточённое сопротивление противника и не смогли сходу добиться каких-либо успехов. Наступающие пехотные части были плохо подготовлены для форсирования такой водной преграды как река Нева и для ведения боевых действий в лесисто-болотистой местности.
В районе Московской Дубровки вели ожесточённые бои на левом берегу Невы 86-я, 115-я и 265-я стрелковые дивизии. На правом берегу для переправы на плацдарм были сосредоточены значительные силы, в том числе 123-я краснознамённая тяжёлая танковая бригада оснащенная танками КВ-1. Поскольку переправить тяжелые танки на левый берег оказалось очень трудно, через некоторое время было принято решение перебросить эти танки в распоряжение 55-й армии для наступления вдоль южного берега Невы со стороны села Ивановское.
Наступление 54-й армии развивалось также с большим трудом. Лишь 4-я гвардейская стрелковая дивизия и 16-я танковая бригада добились некоторого успеха в районе Тортолова. При этом уже к 23 октября части армии понесли очень большие потери и не могли больше наступать — в некоторых полках осталось по 300 активных штыков.
26 октября, по просьбе И. И. Федюнинского, Ставка ВГК провела рокировку между ним и М. С. Хозиным. М. С. Хозин был назначен командующим Ленинградским фронтом, а сам И. И. Федюнинский — командующим 54-й армией.
К концу октября стало очевидным, что новое наступление советских войск на синявинском направлении застопорилось. Кроме того, в эти дни резко обострилась ситуация в районе Тихвина, что заставило командование фронтом перебросить на это направление ряд соединений, прежде всего из состава 54-й армии.
Исходя из сложившейся обстановки было принято решение временно приостановить операцию по прорыву блокады Ленинграда и скорректировать план дальнейшего наступления.

## Новый план наступления
31 октября командующий Ленинградским фронтом М. С. Хозин в докладе начальнику Генерального штаба маршалу Б. М. Шапошникову представил новый план наступления. Главная цель оставалась прежней — прорыв блокады Ленинграда.
Поскольку основные силы 54-й армии были задействованы в Тихвинской оборонительной операции, основная роль на этот раз отводилась войскам «Невской оперативной группы», а вспомогательная — 55-й армии.
Предполагалось на первом этапе наступления силами пяти стрелковых дивизий расширить плацдарм на левом берегу Невы, а затем, усилив наступающую группировку четырьмя стрелковыми дивизиями и танковой бригадой, нанести главный удар в направлении Рабочий посёлок № 6 — Синявино. После соединения с войсками 54-й армии, планировалось перегруппировать силы и нанести общий удар на Мгу с севера. Одновременно 2 ноября вспомогательный удар силами семи стрелковых дивизий и одной танковой бригады должна была нанести 55-й армии в направлении Ивановское — Мга. Операцию по прорыву блокады планировалось осуществить всего за несколько дней и закончить к 4-5 ноября.

## Боевые действия в районе «Невского пятачка», ноябрь — декабрь 1941 года
Для наступления с плацдарма в районе Московской Дубровки были сосредоточены 86-я, 115-я и 265-я, 168-я, 177-я стрелковые дивизии и 20-я дивизия НКВД. Для развития предполагаемого успеха на правом берегу Невы находились 10-я стрелковая дивизия, 11-я и 4-я морская стрелковые бригады и некоторые другие соединения.
Для улучшения руководства войсками на «Невском пятачке» с Ораниенбаумского плацдарма было переведено управление 8-й армии во главе с её командующим генерал-лейтенантом Т. И. Шевалдиным, в подчинение которому переходили все силы «Невской оперативной группы».
Немецкие войска, ожидая удара как раз в этом месте, создали мощную линию обороны вокруг плацдарма на основе опорных пунктов: на юге — в деревне Арбузово, на востоке — в роще «Фигурная», на севере — в 1-м Городке и в 8-й ГРЭС.

Над рекой и пятачком господствовала мрачная громада 8-й ГРЭС, дававшая врагу не только отличные возможности для наблюдения, но и превосходные условия для оборудования огневых позиций с надёжными убежищами в подземных этажах. В глубине вражеской обороны, не более как в тысяче метров от линии берега, стояли два огромных кургана из шлака, накопленного за 10 лет работы ГРЭС. Разведка боем показала, что на них фашисты оборудовали пулемётные точки, отлично замаскировали их. Впереди курганов находились два глубоких песчаных карьера, в которых гитлеровцы подготовили огневые позиции миномётов всех калибров. Эти позиции не просматривались и были защищены от настильного огня…. Река и пятачок, благодаря излучине Невы, простреливались также ещё и из деревни Арбузово, в спину нашим частям, наступающим на эстакаду и ГРЭС.
— генерал А.М.Андреев, осенью 1941 года - командующий 86-й стрелковой дивизией
.
Первыми атаковали немецкие позиции 3 ноября части 168-й, 177-й и 86-й стрелковых дивизий. С первых минут советские части были встречены пулемётным и миномётным огнём с разных сторон и стали нести очень большие потери. Подавить большинство огневых точек противника советской артиллерии не удалось, в том числе из-за нехватки боеприпасов.

На все мои настойчивые требования подавить огневые точки в роще «Фигурная» и повторить артналет по 8-й ГЭС начальник артиллерии армии полковник С. А. Краснопевцев отвечал, что весь запас снарядов, отпущенный нам на обеспечение сегодняшнего наступления, израсходован, и он ничем не в силах нам помочь.
— генерал С.Н. Борщев, осенью 1941 года — начальник штаба 168-й стрелковой дивизии.
Несмотря на явную неудачу в первый день наступления, советское командование всё-таки рассчитывало на успех. Командующий 8-й армией Т. И. Шевалдин приказал командирам подразделений, сражавшихся на плацдарме, лично вести в атаку бойцов. Однако ни эта мера, ни семь лёгких танков, которые с большим трудом удалось переправить на плацдарм, не принесли желаемого успеха. Через несколько дней непрекращающихся атак все дивизии первого эшелона понесли огромные потери и были не способны для дальнейших активных действий.
8 ноября И. В. Сталин, обеспокоенный медленным развитием операции по прорыву блокады, в телефонном разговоре посоветовал М. С. Хозину и А. А. Жданову составить из добровольцев один или два сводных полка, надеясь, что «сводные полки смелых людей потянут за собой и остальную пехоту».
В течение суток были сформированы три коммунистических полка численностью по 2 750 человек в каждом. Кроме того, за счёт сокращения тылов были пополнены дивизии, находившиеся на левом берегу Невы. Численность артиллерийской группировки под командованием начальника артиллерии Ленинградского фронта полковника С. А. Краснопевцева, поддерживающая наступление в районе «Невского пятачка», была доведена до 600 орудий и миномётов. На плацдарм с правого берега было переправлено несколько артиллерийских и миномётных частей для осуществления непосредственной поддержки пехотных подразделений.
Утром 10 ноября, переправившись на плацдарм, в атаку пошёл 1-й ударный коммунистический полк, но встреченный ураганным огнём противника понес большие потери и успеха не добился. К концу дня в полку осталось всего около 500 человек.
11 ноября немецкие позиции атаковал 2-й коммунистический полк, при поддержке значительно поредевших 168-й, 177-й стрелковых дивизий с целью захватить 1-й Городок. 12 ноября в наступление был брошен 3-й коммунистический полк. 13 ноября командующий армией Т. И. Шевалдин отдал приказ наступать силами трёх коммунистических полков и пяти стрелковых дивизий. Однако все части уже понесли такие потери, что, сведенные вместе, были по численности меньше одной полнокровной дивизии. Как следствие, все атаки закончились безрезультатно.
В конце ноября, был снят с должности Т. И. Шевалдин, а новым командующим 8-й армией стал генерал-майор А. Л. Бондарев. При этом командование Ленинградским фронтом продолжало докладывать в Москву, что они по-прежнему «в прорыве на восток абсолютно убеждены».
Однако несмотря неоднократные атаки, которые продолжались до конца декабря 1941 года, советские части всякий раз, неся большие потери, были вынуждены отступать на исходные позиции. Каждый день на плацдарме советские части теряли в ожесточённых боях до 1000 человек. При этом безвозвратные потери составляли большую часть от общих потерь, поскольку эвакуация раненых с плацдарма была крайне затруднена.

Днем широкая лента Невы пустынна. В светлое время ни одна лодка не отваживалась пересечь 500-метровое расстояние — от берега до берега. Её непременно бы расстреляли раньше, чем бы она успела дойти до середины реки. И на плацдарме, и на нашем правом берегу все просматривалось противником с железобетонной громады 8-й ГЭС. Каждый метр простреливался пулемётным огнём и артиллерией.
— генерал В.Ф. Коньков, в октябре 1941 года — командующий «Невской оперативной группы».
К концу ноября на плацдарм удалось переправить 20 танков КВ-1 и 10 танков Т-34, но и использование танков существенно не изменило ситуацию — стрелковым соединениям не удалось продвинуться на восток дальше противотанкового рва перед рощей «Фигурная» в полутора километрах восточнее Московской Дубровки.
В декабре интенсивность боев на «Невском пятачке» несколько спала и советские части перешли к обороне. Тем не менее, попытки овладеть ключевыми опорными пунктами вокруг плацдарма продолжались. Так, 20 декабря части 86-й стрелковой дивизии и 123-й танковой бригады атаковали противника в направлении Арбузово и Анненское, но не добились успеха. Более того, в это же время немецкие войска на левом фланге плацдарма в районе 1-го Городка нанесли мощный контрудар. Для восстановления положения и удержания «Невского пятачка» советскому командованию пришлось перебросить на плацдарм дополнительные силы.
Всего на «Невском пятачке» в октябре — декабре вели боевые действия шесть стрелковых дивизий (86-я, 115-я, 265-я, 168-я, 177-я и 10-я), 20-я дивизия НКВД, 4-я морская стрелковая бригада, 11-я стрелковая бригада, три ударных коммунистических полка, а также несколько артиллерийских и танковых частей.
Все это время советским войскам в районе «Невского пятачка» противостояли немецкие части 7-й парашютно-десантной, 1-й, 96-й, 227-й и 223-й пехотных дивизий. Немецкое командование постоянно сменяли свои части для отдыха и пополнения и только потом бросали их снова в бой, что создавало впечатление о наличии крупной немецкой группировки в этом районе.

## Боевые действия 55-й и 54-й армий, ноябрь-декабрь 1941 года
Согласно плану операции соединениям 55-й армии предстояло, наступая вдоль южного берега Невы, захватить район Усть-Тосно и, взяв под контроль мосты, форсировать реку Тосна. После этого предполагалось продолжить наступление в сторону Мги.
В начале ноября, как и планировалось, в наступления перешла ударная группировка 55-й армии в составе 43-й, 85-й стрелковых дивизий и 123-й танковой бригады, оснащенной тяжелыми танками КВ-1. Оборонявшиеся в районе Усть-Тосно части немецких 121-й и 122-й пехотных дивизий сумели отразить все атаки и удержали позиции. Ввод в бой четырёх стрелковых дивизий (90-я, 70-я, 125-я, 268-я) и двух танковых батальонов не изменил ситуацию в пользу советских войск.
8 ноября командование Ленинградского фронта докладывало И. В. Сталину:

Что касается участка 55-й армии на направлении вспомогательного удара, то здесь идёт продвижение, созданы блокировочные
группы из сапёров при поддержке танков… Сейчас ночью идёт бой за овладение огневыми точками у Усть-Тосно и железнодорожного моста. Командованию 55-й армии поставлена задача сегодня в течение для очистить западный берег Усть-Тосно, чтобы завтра начать форсирование р. Усть-Тосно.

11 ноября соединения 55-й армии вновь предприняли попытку овладеть Усть-Тосно, но немецкие части, засевшие в каменных домах, снова отразили атаку. Ночная попытка захватить железнодорожный и шоссейные мосты в ночь на 13 ноября также успеха не имела. Вдоль берега реки Тосна немецкие войска создали мощные укрепления и сильным артиллерийским и миномётным огнём наносили советским частям большие потери.
До конца ноября соединения армии пытались выполнить поставленную задачу, но не достигли даже локальных успехов. 1 декабря командованиеЛенинградским фронтом было вынуждено доложить И. В. Сталину, что «на фронте 55-й армии, особенно похвастаться нечем».
Не добились сколько-нибудь значимых успехов и соединения 54-й армии, которые до 9 ноября пытались наступать в направлении Синявино. Из трёх стрелковых дивизий, одной стрелковой и одной танковой бригад, действовавших на рубеже Липка — Лодва, только 286-я стрелковая дивизия была способна вести активные боевые действия. Остальные части стояли в обороне и были вынуждены отражать атаки немецкой 223-й пехотной дивизии.

## Временные рамки операции
Попытки советских войск Невской оперативной группы, 54-й и 55-й армий прорвать блокаду, предпринятые в ноябре — декабре 1941 года, формально не относятся ко 2-й Синявинской операции, поскольку датой её окончания, как правило, обозначают 28 октября. Считается, что в этот день советские войска были вынуждены прекратить наступление в связи с обострением обстановки на тихвинском направлении.
Однако уже 31 октября командующий Ленинградским фронтом М. С. Хозин представил в Генеральный штаб скорректированный план дальнейшего наступления, который, как говорилось в документе, являлся „решением по директиве Ставки № 002984 от 14 октября 1941 г.“. Именно в этой директиве Ставки ВГК был изложен первоначальный план и задачи операции по „по соединению 54-й армии с войсками Ленинградского фронта“. Таким образом, командование фронта лишь приостановило операцию и, после некоторого изменения первоначального плана, советские войска продолжили наступление в начале ноября.

## Итоги операции
Все попытки прорыва блокады, предпринятые войсками Ленинградского фронта в октябре — декабре 1941 года, закончились безрезультатно и с большими потерями для советских войск. Поскольку снабжение города в то время было возможно только по воздуху или по „Дороге жизни“, положение защитников и жителей города стало катастрофическим. Начавшийся осенью 1941 года голод отрицательно сказался на боеспособности частей Ленинградского фронта. Так, на 1 декабря 1941 года в частях фронта болели тяжёлой формой дистрофии 6061 человек, а на 1 января 1942 года — 12 604.

На прибывающих из пополнения бойцов было тяжело смотреть. Выглядели они очень истощёнными, шинели болтались на них, как на вешалках.
— А.М. Андреев, осенью 1941 года командующий 86-й стрелковой дивизией
Кроме того, измождённые и плохо подготовленные советские солдаты, зачастую наступали без должной поддержки артиллерии, авиации и танков. Например, представитель Ставки ВГК на Ленинградском фронте генерал-полковник Н. Н. Воронов так оценил действия советской артиллерии:

Опыт боев первой половины ноября 1941 года выявил типичные ошибки в действиях нашей артиллерии: плохо поставлена артиллерийская разведка, слаба связь с пехотными частями, неумело планируется огонь, недостаточно точная корректировка, увлечение стрельбой по площадям.

Все это, а также постоянные требования Ставки ВГК ускорить наступление, многочисленные рокировки в командном составе фронта и армий, отсутствие боевого опыта у командиров и бойцов, плохая организация взаимодействий и управления, отсутствие надёжных сведений об обороне противника предопределили провал попыток прорвать блокаду Ленинграда в октябре-декабре 1941 года.
Единственным относительным успехом было то, что войска Ленинградского фронта своими активными действиями способствовали победе советских войск в Тихвинской наступательной операции.

## Потери

### СССР
Согласно статистическому исследованию «Россия и СССР в войнах XX века», потери Ленинградского фронта (54-я армия и «Невская оперативная группа») в ходе «Синявинской наступательной операции» с 10 сентября по 28 октября 1941 года составили 54 979 человек, из них 22 211 — безвозвратно. При этом боевые действия в этот период не разделяются на 1-ю и 2-ю синявинские операции.
Приведённые данные не являются полными, поскольку не учитывают потерь 55-й армии, наступление которой было частью плана по прорыву блокады Ленинграда. Кроме того, в исследовании не приводятся потери советских войск в боевых действиях после 28 октября.
По оценке историка Г. Шигина, общие потери войск Ленинградского фронта в ходе операций по прорыву блокады в сентябре — декабре 1941 года составили около 100 000 человек (потери «Невской оперативной группы» — 64 000—68 000 человек, потери 54-й армии — 23 000—25 000 человек, потери 55-й армии — 10 000—12 500 человек).

### Германия
Основные силы осенью 1941 года вели боевые действия на тихвинском направлении. Тем не менее. значительная часть потерь, понесенных частями армии в сентябре — декабре 1941 года, приходятся на отражение советских наступлений районе Синявино.
Согласно сводным отчётам о потерях штаба 16-й армии в период с 1 сентября по 30 ноября 1941 года было убито 514 офицеров и 12 319 унтер-офицеров и рядовых.

## Документы
- Блокада Ленинграда в документах рассекреченных архивов / Под ред. Н. Л. Волковского.. — СПб.: Полигон, 2005. — 766 с.

## Мемуары
- Андреев А. М. От первого мгновения — до последнего. — М.: Военздат, 1984. — 220 с.
- Борщев С. Н. От Невы до Эльбы. — М.: Воениздат, 1963. — 438 с.
- Воронов Н. Н. На службе военной. — Л.: Лениздат, 1973. — 436 с.
- Коньков В. Ф. Время далекое и близкое. — М.: Воениздат, 1985. — 208 с.
- Федюнинский И. И. Поднятые по тревоге. — М.: Воениздат, 1961. — 247 с.

## Исследования
- Великая Отечественная война, 1941—1945 : энциклопедия / под ред. М. М. Козлова. — М. : Советская энциклопедия, 1985. — 832 с. — 500 000 экз.
- Гланц Д. Битва за Ленинград. 1941—1945 / Пер. У. Сапциной. — М.: Астрель, 2008. — 640 с. — ISBN 978-5-271-21434-9.
- Кривошеев Г. Ф. Россия и СССР в войнах XX века. Потери вооружённых сил: Статистическое исследование. — М.: Олма-Пресс, 2001. — 320 с. — ISBN 5-17-024092-9.
- Шигин Г. А. Битва за Ленинград: крупные операции, «белые пятна», потери / Под ред. Н. Л. Волковского. — СПб.: Полигон, 2004. — 320 с. — ISBN 5-17-024092-9.